# Willkommen bei den Louds
Willkommen bei den Louds (Originaltitel: The Loud House) ist eine US-amerikanische Zeichentrickserie, die von Chris Savino für Nickelodeon geschaffen wurde und die seit 2. Mai 2016 auf Englisch zu sehen ist. Einzelne Episoden gab es bereits ab 1. April im Internet zu sehen. Die Ausstrahlung bei Nickelodeon Deutschland, Nickelodeon Österreich und Nickelodeon Schweiz findet seit dem 16. Mai 2016 statt.

## Inhalt
In der Serie geht es um den 11-jährigen Lincoln Loud, der zusammen mit seinen zehn Schwestern, fünf älteren und fünf jüngeren, in einem Haus lebt und daher oft viel durch sie ertragen muss. Jede seiner Schwestern hat eine besondere Eigenschaft (z. B. Lola, die sich für eine Prinzessin hält, oder Luan, welche Komikerin ist und gerne Witze erzählt). Ebenso kommt manchmal auch Lincolns Schule vor, auf welche er und sein bester Freund Clyde gehen. Der Großteil der Serie spielt in der fiktiven Stadt Royal Woods in Michigan, wo das Haus der Louds, welches gleichzeitig Haupthandlungsort ist, steht.
Zu Beginn der Serie fokussieren sich die Episoden fast ausschließlich auf Lincoln. Besonders ab der zweiten Staffel gibt es jedoch auch viele Episoden, die sich auf seine Schwestern konzentrieren. Im Laufe der Serie treten viele weitere Nebenfiguren aus dem Umfeld der Familie Loud in Erscheinung. Dabei handelt es sich beispielsweise um Nachbarn, Freundeskreise der Geschwister und Schulpersonal. Auch diese Figuren nehmen im späteren Verlauf der Serie in einzelnen Episoden wichtige Rollen ein.
Des Weiteren kommt es immer wieder zu Veränderungen im Leben der Louds. So eröffnet Dad beispielsweise am Ende der 3. Staffel sein eigenes Restaurant. Zu Beginn der 5. Staffel zieht Lori außerdem zu Hause aus, um an einer Golf-Universität zu studieren. Lily lernt darüber hinaus sprechen und Lincoln und seine Freunde kommen in die Mittelstufe, wo sie sich neuen Herausforderungen stellen müssen.

## Figuren

### Hauptfiguren
Lincoln Albert Loud
Er ist der zwölfjährige (in den ersten fünf Staffeln der elfjährige) Protagonist, der einzige Junge unter den  Geschwistern und das mittlere Kind der Familie Loud. Er hat weiße Haare, Schneidezähne im Oberkiefer, die an die eines Hasen erinnern, Sommersprossen im Gesicht, trägt ein orangefarbenes Poloshirt, weiße Turnschuhe mit roten Streifen und eine dunkelblaue Jeans. Er ist der einzige Junge und das mittlere Kind der Familie, somit hat er auch sein eigenes Zimmer, das eigentlich ein umfunktionierter, begehbarer Kleiderschrank ist. Lincoln spricht häufig mit dem Zuschauer und klärt diesen auf, wie man am besten mit vielen Geschwistern zurechtkommt. Eine seltsame Marotte von ihm ist, dass er sich beim Lesen von Comics bis auf die Unterwäsche auszieht.
Sein Lieblingsessen sind Erdnussbuttersandwiches mit Sauerkraut, er liebt das Restaurant Burpin’ Burger sowie Flips Shakes und die Spielhalle Gus’ Games. Er ist ein Fan der Ace-Savvy-Comicreihe, zu der er auch in einer Episode für  einen Wettbewerb sogar einen eigenen Comic zeichnete, seine Lieblingsfernsehserie ist „ARGGH!“, die von Geisterjäger handelt. Er hört am liebsten die Musik der Band „Smooch“ (eine Parodie der Rockband Kiss) und verliebt sich im Laufe der Serie in mehrere Mädchen (allerdings halten seine Schwärmereien nie lange an und variieren von Episode zu Episode). Trotz seiner stressigen Lebensumstände ist er ein fröhliches, freundliches, aber unsportliches Kind.
Er verbringt oft Zeit mit Clyde, Liam, Rusty, Zach und Stella, mit denen er seit der 5. Staffel die Mittelstufe besucht. Lincoln ging kurzzeitig auf eine Schule in Kanada. Er ist außerdem mit Ronnie Anne befreundet, mit welcher er schon, weil ihre älteren Geschwister ein Paar sind, eine Menge zu tun hat. Auch wenn er sie anfangs nicht wirklich leiden kann und ihre Freundschaft in der Episode „Rette dein Date“ verleugnet wurde, so werden die beiden sehr enge Freunde und scheinen sogar genau wie ihre Geschwister ansatzweise ineinander verliebt zu sein. Später als Ronnie Anne mit ihrer Mutter und Bobby zu ihren Verwandten in Great Lakes City zieht, starten die beiden eine Vlog-Serie, in der sie ihren Lifestyle als Moderatoren mit den Zuschauern teilen (darunter auch Challenges, Charakterzuordnungen aus Lieblingscomics/-serien etc.). Er und Ronnie Anne finden Loris und Bobbys Gespräche zudem unfassbar kitschig.
Lori Loud
Sie ist mit 18 Jahren (in den ersten vier Staffeln 17 Jahre) das älteste der Kinder und verhält sich dementsprechend dominant. Sie hat kurze blonde Haare, trägt weiße Perlenohrringe, ein hellblaues Tanktop von ihrer Mutter, schokoladenbraune Shorts, hellblaue Ballerinas, schwarzen Mascara und hellblauen Lidschatten. Ihre herrische Art wird von ihren jüngeren Geschwistern oft als gemein abgestempelt, aber sie resultieren aus Loris Liebe zu ihnen. Sie hat ein Furzproblem, welches sie auf ihre Schuhe schiebt und droht ihre Geschwister des Öfteren sie zu Brezeln zu verknoten. Außerdem ist sie mit Bobby, den sie „Bobby-Buh-Buh-Bär“ nennt, zusammen und führt seit Mitte der 2. Staffel eine Fernbeziehung mit ihm. Sie ist die einzige der Schwestern, die einen Führerschein besitzt und kann ebenso sehr gut Golf spielen. Sie verwendet sehr oft die Phrase „Ohne Witz“. Sie liebt außerdem Slow Jam-Musik. Seit der 5. Staffel lebt sie nicht mehr bei der Familie, sondern an der Fairway Universität.
Clyde ist bis zur Episode „Wo die Liebe hinfällt“ sehr verliebt in sie. In der Episode „Der Nachhilfe-Lehrer“ verliebt sie sich ebenso in Lincolns britischen Nachhilfe-Lehrer Hugh.
Leni Loud
Mit 17 Jahren (in den ersten vier Staffeln 16 Jahre) ist sie die Zweitälteste. Sie hat platinblonde Haare, trägt eine weiße Sonnenbrille mit runden schwarzen Gläsern (meistens nur als Schmuck in den Haaren), ein mintgrünes Minikleid mit Spitze, weiße Sandalen mit mintgrünen Schleifen und rote Creolen. Sie ist extrem modebegeistert, näht im Laufe der Serie des Öfteren Familienoutfits, arbeitet in einer Boutique und betreibt einen eigenen Fashion-Vlog. Sie bezeichnet sich selbst als die hübscheste der Schwestern, ist aber auch extrem dämlich. Sie hat Angst vor Spinnen und teilt sich mit Lori ein Zimmer. Sie ist immer sehr nett zu allen, obwohl sie viele Situationen überhaupt nicht oder missversteht. Ihr Schwarm ist Chaz, in der Episode „Der Nachhilfe-Lehrer“ verliebt sie sich aber in Lincolns britischen Nachhilfelehrer Hugh. Ihre Lieblingsmusik ist Slow Jam, genau wie Loris. Ihre Accessoires können auch als nützliche Hilfsmittel genutzt werden. Seit der Episode „Die Fahrprüfung“ aus der sechsten Staffel hat sie ihren Führerschein.
Luna Loud
Die dritt-älteste Schwester ist 16 Jahre (in den ersten vier Staffeln 15 Jahre) alt und eine begeisterte Musikerin. Sie hat Sommersprossen, büroklammerartige Ohrringe, eine rotbraune Pixiefrisur, trägt ein lilafarbenes Totenkopf-T-Shirt sowie Stiefel in derselben Farbe, einen fliederfarbenen Karorock und schwarze Nietenarmbänder aus Leder. Trotz ihrer perfektionistischen Ader in Sachen Musik (ihr Vorbild ist die Mick-Jagger-Parodie Mick Swagger) ist sie aufrichtig und freundlich zu ihren Mitmenschen. Ihr bester Freund und Bandrowdie ist Chunk (Chester), der aus England kommt. Er hat einen Van, eine Wohnung und einen Job. Sie hat ihre Vorliebe für Britisches von ihrem Vater geerbt. Auch ist sie fast immer mit einer E-Gitarre zu sehen. Sie ist zudem bisexuell, da sie sowohl in Lincolns Nachhilfelehrer Hugh als auch in Sam, eine weitere begeisterte Musikerin, verliebt ist. Als Kind interessierte sich Luna ursprünglich für klassische Musik, bis sich ihre Leidenschaft für Rockmusik im Alter von 9 Jahren entwickelte.
Luan Loud
Luan ist 15 (in den ersten vier Staffeln 14 Jahre alt) und trägt eine Zahnspange und eine Pferdeschwanzfrisur. Sie liebt es, anderen Streiche zu spielen oder Witze zu erzählen, ganz besonders am 1. April, wird es so schlimm mit ihren Streichen, das sie extrem rücksichtslos gegenüber ihren Mitmenschen wird. Ihre Witze sind meistens sehr unbeliebt bei den Geschwistern, und nur ihr Vater scheint an diesen Gefallen zu finden. Außerdem hat sie eine Bauchrednerpuppe namens Mr. Coconuts. Außerdem kocht Luan ganz gerne, merkt man in der Episode „Köchin aus Leidenschaft“. Sie teilt sich das Zimmer mit Luna.
Lynn Loud, Jr.
Die 14-Jährige (in den ersten vier Staffeln 13 Jahre alt) mag es nicht, still und ruhig zu sein. Lynn ist sehr sportlich und muss immer in Bewegung sein. Sie ist oft aggressiv und übertreibt es mit ihrem Sport. Außerdem trägt sie oft eine „Luchadormaske“. Sie teilt sich ein Zimmer mit Lucy. Selten wird sie von ihrem Vater auch „Lynn Loud, Jr.“ genannt, da sie genauso heißt wie er. Sie nennt Lincoln Stincoln und ist mit Margo und Paula aus ihrem Fußballverein befreundet. Für sie ist jeder Tag ein einziger Wettbewerb, den sie auf jeden Fall gewinnen muss.
Lucy Loud
Die Neunjährige (in den ersten sechs Staffeln 8 Jahre alt) ist ein Goth Girl. Sie hat eine Vorliebe für deprimierende Gedichte, dunkle Farben und wirkt oft gelangweilt. Sie hat ihre schwarzen Haare über ihren Augen, weshalb man sie nicht sehen kann. Das Wort, das sie am meisten benutzt ist „Seufz“. Dennoch hat sie ihre Geschwister sehr lieb, und diese lieben auch sie trotz ihrer Eigenart – oder vielleicht gerade deshalb. In der Episode „Der Meisterdetektiv“ erklärt sie, dass sie Comics über Einhörner liest, da auch sie nicht immer nur depressiv sein will. Sie ist gemeinsam mit Haiku Präsidentin des Bestatter-Clubs. Lucy teilt sich ein Zimmer mit Lynn Loud, Jr.
Lana Loud
Sie ist 7 Jahre alt (bis zur Episode „Die Geburtstagsparty“ 6 Jahre alt) und Lolas zwei Minuten ältere Zwillingsschwester. Sie liebt es, im Schlamm zu spielen und besitzt einige Haustiere, nämlich Schlangen, Frösche und Eidechsen. Sie kann zudem gut Sachen reparieren und verhält sich dann meistens wie ein Handwerker. Sie teilt sich mit Lola ein Zimmer.
Lola Loud
Lanas Zwillingsschwester, Lola, ist um 2 Minuten jünger. Während Lana gerne im Dreck spielt, verhält sie sich wie eine Prinzessin und nimmt an Schönheitswettbewerben teil. Sie will immer hübsch aussehen und mag es nicht, wenn man ihr etwas versprochen hat, es aber dann vergessen hat, sieht man in der Episode „Der Klang der Stille“. Sie teilt sich mit Lana ein Zimmer.
Lisa Loud
Sie ist 5 Jahre alt (in den ersten vier Staffeln 4 Jahre alt), aber sehr intelligent für ihr Alter. Lisa ist hochbegabt und eine Art Wissenschaftlerin. Sie probiert gerne Experimente an ihren Geschwistern aus und lispelt extrem. Außerdem arbeitet sie gerne an Stuhlgang-Studien und beobachtet ihre Familie oft heimlich. Sie spielt nicht gerne mit den Kindergartenkindern in ihrer Gruppe, sondern führt viel lieber Experimente an ihnen aus, sieht man in der Episode „Freund oder Feind“. Lisa teilt sich ein Zimmer mit Lily.
Lily Loud
Sie ist mit 2 Jahren (in den ersten vier Staffeln etwa eineinhalb Jahre alt) das jüngste Mitglied der Familie Loud. Somit vollbringt sie auch sehr selten große Taten. Seit der 5. Staffel geht sie in die Kita. Zudem spricht sie ab diesem Zeitpunkt auch häufiger in ganzen Sätzen. Lily teilt sich ein Zimmer mit Lisa.
Clyde McBride
Dieser junge Afroamerikaner ist Lincolns Freund und versucht ihn, so gut es geht, zu unterstützen. Er ist in Lori verliebt, hat wegen des Altersunterschieds aber wenig Aussicht auf Erfolg. Er bekommt bis zur Episode „Wo die Liebe hinfällt“ öfter Nasenbluten, sobald er Lori sieht. „Absent Minded“ ist die letzte Folge, in der seine Schwärmerei für Lori im Vordergrund steht und ist seitdem auch nicht mehr in sie verliebt. Zudem lebt er bei seinen beiden Vätern.

### Nebenfiguren
Lynn Loud, Sr.
Er ist der Vater der Loud-Kinder. Er liebt Puzzles, seine Kuhglocke sowie seinen Van, da er bereits seinem Vater und dessen Vater gehört hat. Genau wie Leni hat er auch Angst vor Spinnen. In der Episode „Der geheime Verehrer“ erfährt man, dass er ein Semester lang in England verbracht hatte. Er wird „Senior“ genannt, da seine Tochter Lynn den gleichen Namen hat, wie er. Bis zur Episode „Weihnachten bei den Louds“ konnte man sein Gesicht nicht sehen, so hat man ihn öfter von hinten dargestellt. Mithilfe eines Investors hat er sich seinen Traum erfüllt und das Restaurant „Lynns Tafel“ eröffnet.
Rita Loud
Die Mutter der Loud-Kinder. Sie ist Zahnärztin, wie man in der Episode „Eine Idee wie aus dem Buch“ erfährt. In der Episode „Der geheime Verehrer“ erfährt man, dass sie ihrem Mann, bevor sie zusammenkamen, öfter Liebesbriefe geschrieben hat, bis sie sich mit ihm verabredete. Ihr Gesicht konnte man ebenfalls bis zur Episode „Weihnachten bei den Louds“ nicht vollständig sehen.
Bobby Santiago
Der 17-jährige Freund von Lori. Er hat verschiedene Jobs z. B. Pizzalieferant, Sicherheitsmann usw. Nachdem Bobby jedoch zu seiner Großfamilie in die Stadt zieht, ist er dauerhaft im Laden der Familie angestellt. Er hat eine kleine Schwester namens Ronnie Anne.
Ronnie Anne
Die jüngere Schwester von Bobby und Lincolns Freundin seit der Episode „Rette dein Date“. Sie ist ein mutiges Mädchen. Sie liebt Skaten, Videospiele und jemanden Streiche spielen. Sie trat das erste Mal in der Episode „Rette dein Date“ auf. Allerdings wurde später klar, dass sie der Schul-Rowdy war, der Lincoln in der Episode „Der Schul-Rowdy“ schikanierte. Ab der Episode „Freundschaft mit den Casagrandes“, ist sie mit Sid Chang, einem 12-jährigen Mädchen, befreundet, die neu in der Stadt eingezogen ist.
Harold und Howard McBride
Sie sind Clydes Väter. Sie traten erstmals in der Episode „Der Übernachtungs-Besuch“ auf. Während Harold ein ruhiger Mensch und ein guter Koch ist, ist Howard ein emotionaler Mensch. In der Episode „Aufmerksamkeitsdefizit“ sieht man, dass sie mit zu vielen Kindern nicht zurechtkommen.
Mr. Grouse
Ein älterer Nachbar der Louds. Er ist grimmig und lebt allein. Wenn irgendwelche Sachen in seinem Garten liegen, nimmt er sie weg und bringt sie in sein Haus. Er hat eine Vorliebe für die Lasagne von Lincolns Vater und ist allergisch gegen Walnüsse. Seit der Episode „Dads neuer Job“ arbeitet er in einem IT-Beruf und kennt sich daher auch sehr gut mit Computern aus.
Flip
Flip heißt eigentlich Phillip Phillipini und ist sowohl enthusiastisch als auch sehr geizig. Er ist Besitzer von Flips Fressalien-Tanke sowie Erfinder der Flippees, einem Getränk mit verschiedenen Geschmacksrichtungen, das bei den Bewohnern von Royal Woods sehr beliebt ist. In der Episode „Der Praktikanten-Schreck“ lässt er Lincoln und Clyde als Praktikanten für sich arbeiten, nutzt die beiden dabei aus und stolpert am Ende darüber das die beiden auf der Video-Überwachung sehen, wie er seine Füße im Nacho-Käse badet und das Haltbarkeitsdatum der Milch ändert. In der Episode „Der Schmetterlings-Effekt“ stellte er in Lincolns Traum kurzzeitig Lisa ein. Seit der 4. Staffel tritt er deutlich öfter auf als zuvor. Er scheint die Loud-Familie sehr gut zu kennen. Seit der Episode „Spaß und Spiel bei den McBrides“ sieht man ihn häufig gemeinsam mit seinem neuen Assistenten, dem Waschbären Nacho.
Liam Hunnicutt
Liam ist ein Freund von Lincoln, Clyde, Rusty, Zach und Stella. Er wohnt auf einer Farm und kümmert sich dort verlässlich um alle Tiere.
Zach Gurdle
Zach (eigentlich Zachary) ist ein Freund von Lincoln, Clyde, Liam, Rusty und Stella. Er trägt rote Haare und eine Zahnspange. Er glaubt wie seine Eltern an Verschwörungstheorien und Aliens. In der Folge „Der Übernachtungs-Besuch“ erwähnt Lincoln, dass er unter der Autobahn gelebt hat.
Rusty Spokes
Rusty ist ein Freund von Lincoln, Clyde, Liam, Zach und Stella. Er ist in der Episode „Das Secondhand-Fahrrad“ mit einer Fahrrad-Gang unterwegs, ist aber später mit Lincoln und seinen Freunde befreundet. Sein Vater hat ein Kleidergeschäft und er hat einen Bruder namens Rocky.
Stella Zhau
Stella ist seit der Episode „Verrückt nach Stella“ die Freundin von Lincoln, Clyde, Liam, Zach und Rusty.

### Weitere Figuren
Scoots
Scoots ist eine rebellische ältere Frau, die in einem Roller sitzt. Sie bereitet stets Ärger und ist seit der Episode „Ein neuer Boss im Haus“ stets mit ihrem deutlich jüngeren Freund Tyler zu sehen.
Rektor Huggins
Wilbur Huggins ist der strenge Direktor der Grundschule. Er nimmt die Schulregeln äußerst ernst. In der Folge „Der Comic-Helden“ ist er ein großer Ace-Savy Fan. In der vierten Staffel ist er zudem stets mit einem Toupet zu sehen, das er jedoch sehr oft verliert.
Cheryl & Meryl
Cheryl ist die Sekretärin der Royal Woods Grundschule. Sie behandelt die Schüler mütterlicherseits und wird leicht ohnmächtig, wenn sie sich erschreckt. In der Episode „Alles auf Neu!“ tritt erstmals ihre jüngere Zwillingsschwester Meryl auf. Die Zwillingsschwestern leben zusammen und sind unzertrennlich. Meryl arbeitet an der Mittelschule.
Agnes Johnson
Mrs. Johnson ist die Lehrerin von Lincoln und Clyde in den ersten vier Staffeln. Sie ist meistens sehr freundlich und tendiert dazu, Witze von sich zu geben, die von anderen als mittelmäßig wahrgenommen werden
Mr. Bolhofner
Mr. Bolhofner ist Lincolns Lehrer ab der 5. Staffel. Im Gegensatz zu den anderen Lehrern der Mittelschule, unterrichtet er seine Klasse in einem Schuppen abseits des eigentlichen Schulgebäudes. Er wird von den Schülern durchaus gefürchtet. In seiner Vergangenheit hat er bereits einige wilde Abenteuer erlebt, darunter einer 15 Jahre lange Aufenthalt beim Militär. Darüber hinaus hat er sehr gerne seine Ruhe.
Chandler McCann
Chandler ist der beliebteste Junge in der Schule. Er kann sich Lincolns Namen nicht merken und schreckt auch nicht davor zurück, ihn auszunutzen und sich über in lustig zu machen. Seit der fünften Staffel geht er mit Lincoln in dieselbe Klasse.
Katherine Mulligan
Katherine Mulligan ist eine Nachrichtenreporterin, die über verschiedene Dinge berichtet. Sie ist immer auf der Suche nach Informationen und Nachrichten, die sie senden kann, und aufgrund ihres Berufs ist sie sehr raffiniert. Sie moderiert auch, wenn sie nicht vor der Kamera steht.
Albert „Pop-Pop“ Loud
Pop-Pop ist der Vater von Rita Loud sowie der Großvater von Lincoln, Lori, Leni, Luna, Luan, Lynn, Lucy, Lana, Lola, Lisa und Lily. In der Folge „Alter Knochen, junger Hund“ zieht er ins Altersheim.
Myrtle
Sie ist seit der Episode „Die neue Omi“ Alberts Freundin und so auch die Oma von Lincoln und seinen Schwestern. In der Episode „Oma gegen Oma“ zieht sie gemeinsam mit Clydes Oma Gayle ins Altersheim.
Sam Sharp
Sie ist Lunas Freundin und macht ebenso gerne Musik. Ebenso kümmert sie sich mit große Freude um Tiere. Sie tritt das erste Mal in der Episode „Der geheime Verehrer“ auf.
Haiku
Haiku ist ein Gothikmädchen. Sie ist Lucys Freundin und seit der Episode „Der Bestatter-Club“ aus der vierten Staffel gemeinsam mit Lucy Präsidentin von ebendiesem. Sie ist ein ruhiges Mädchen und liebt Poesie. In der Episode „Der turbulente Tanzball“ war sie kurzzeitig Lincolns Tanzpartnerin, später am Ende der Episode ist sie Clydes Tanzpartnerin.
Bestatter-Club
Der Bestatter-Club besteht neben Lucy und Haiku aus Boris, einem rund zwei Meter großen Jungen, Dante, einem kleinen Jungen, Morpheus, der stets mit einer Krähe zu sehen ist, und Persephone, die oft einen Regenschirm mit sich führt. Ehemals war auch Bertrand Mitglied und Präsident des Clubs, ehe er mit seinen Eltern auf ein Kreuzfahrtschiff zog.
Miss Carmichael
Sie ist die strenge Chefin von Reininger’s und Lenis, Fionas und Miguels Arbeitgeberin. Sie hat zudem einen Sohn.
Fiona
Fiona ist eine Freundin und zugleich Arbeitskollegin von Leni und Miguel. Sie mag es nicht, wenn jemand Sachen umwirft, die sie zuvor gestapelt hat.
Miguel
Miguel ist Lenis und Fionas Freund. Er arbeitet zusammen mit Leni und Fiona in einem Kleidergeschäft und arbeitet nebenbei auch als Yoga-Lehrer.
Margo Roberts
Margo ist die beste Freundin von Lynn und Paula. Zusammen mit Lynn und Paula ist sie in einem Sportteam. In der Episode „Heute top, morgen Flop“ ist sie sauer auf Lynn, nachdem diese nicht damit zurechtkommt, dass sie im Rampenlicht steht.
Paula Price
Paula ist stets mit einem Gips auf ihrem rechten Fuß zu sehen. Trotz ihres Handicaps nimmt sie gemeinsam mit Lynn und Margo an verschiedenen Sportarten teil.
Todd
Todd ist ein Roboter von Lisa und tritt ursprünglich in der Episode „Die Klassen-Streberin“ aus der zweiten Staffel auf. Erst ab Ende der fünften Staffel ist er zunehmend öfter zu sehen. Er kann Auto fahren und fährt die Loud-Kinder des Öfteren mit Vanzilla durch die Stadt, nachdem Lori ausgezogen ist. Er ist ein treuer Begleiter von Lisa, verbringt aber auch viel Zeit mit den anderen Kindern der Familie.
Benny Stein
Benny (eigentlich Benjamin) ist Luans Freund und tritt gemeinsam mit ihr oft bei Theaterstücken auf. Er führt zudem stets eine Marionette bei sich.
Kate Bernardo
Mrs. Bernardo ist die Theaterlehrerin von Luan und Benny. Sie ist eine leidenschaftliche Schauspielerin und hat bereits mehrere Theaterstücke geschrieben.
Coach Pacowski
Coach Pacowski ist der Sportlehrer von Lincoln und Clyde. Er ist in Mrs. Johnson verliebt. In der Episode „Bitte lächeln“ wird offenbart, dass er mal irischer Stepptänzer werden möchte.
Tante Ruth
Sie ist die Großtante von Lincoln und seinen Schwestern. Sie hat eine widerliche Einstellung und ist faul. Lincoln und seine Schwestern mögen sie nicht, da sie Katzen als Kinderersatz hält und die Loud-Kinder zwingt, sich um die vielen Katzentoiletten zu kümmern. Ablaufdaten sind ihr egal und so bekommen ihr Neffe und ihre Nichten stets alten Pudding zu essen. Zudem besitzt sie einen sechsten Zeh.
Chester „Chunk“ Monk
Ein großer Mann und Lunas Roadie. Er spricht im Englischen mit einem britischen Akzent. In der Episode „Rockstar auf Abwegen“ wurde offenbart, dass er in den jungen Jahren aus Großbritannien nach Royal Woods gezogen ist. Zudem hat er eine eigene Band mit den Namen Chunk and the Pieces.
Mick Swagger
Ein Rockstar, den Luna und ihr Vater vergöttern. Sein Name ist eine Parodie von „Mick Jagger“.
Kotaro
Kotaro ist ein Freund von Lynn Loud Sr. Er ist ein Teil der Band namens The Clang und ist ein hervorragender Keyboardspieler. Ab der Episode „Das Koch-Chaos“ arbeitet er zusammen mit Grant im Restaurant Lynns Tafel.
Seymour
Ein älterer Mann, der im Altersheim lebt. Er ist mit Albert, Scoots und Bernie gut befreundet. Er schwimmt sehr gerne.
Schwester Patti
Sie ist die Krankenschwester an der Schule. Sie hat eine nette Persönlichkeit und ist wie Coach Pacowski eine leidenschaftliche Mini-Golfspielerin. Sie hegt eine Beziehung zu Coach Pacowski, seit sie ihn behandelt hat.
Die Haustiere der Louds
Zu den Haustieren der Louds zählen der Hund Charles, die Katze Cliff, der Hamster Geo (in der 1. Staffel George) und der Kanarienvogel Walt.
Maria Santiago
Sie ist die Mutter von Ronnie Anne und Bobby und ist Ärztin.
Die Casagrandes
Ronnie Annes und Bobbys Großfamilie, welche sich aus ihren Großeltern sowie ihrer Tante, ihrem Onkel, ihrer Cousine und ihren drei Cousins zusammensetzt. Zusätzlich kommen noch die Haustiere, der Hund Lalo und der Papagei Sergio, dazu.

## Synchronisation
| Rolle                | Originalsprecher | Deutsche Stimme                                  |
| -------------------- | --- | ------------------------------------------------ |
| Lincoln Loud         | Sean Ryan Fox (Pilot) Grant Palmer (bis 1.22b) Collin Dean (1.23a bis 3.18a) Tex Hammond (3.18b bis 4.21b) Asher Bishop (4.23a bis 6.03a) Bentley Griffin (6.04 bis 7.13b) Sawyer Cole (ab 7.15b) | Daniel Kirchberger                               |
| Lori Loud            | Catherine Taber | Katharina von Keller                             |
| Luna Loud            | Nika Futterman | Angela Quast                                     |
| Luan Loud            | Cristina Pucelli | Julia Fölster                                    |
| Leni Loud            | Liliana Mumy | Daniela Reidies                                  |
| Lynn Loud Jr.        | Jessica DiCicco | Daniela Reidies                                  |
| Lucy Loud            | Jessica DiCicco | Merete Brettschneider                            |
| Lisa Loud            | Lara Jill Miller | Merete Brettschneider                            |
| Lana und Lola Loud   | Grey DeLisle | Chloë Lee Constantin                             |
| Lily Loud            | Grey DeLisle | Arlette Stanschus                                |
| Lynn Loud Sr.        | Brian Stepanek | Oliver Böttcher (bis 6.13b)                      |
| Rita Loud            | Jill Talley | Freya Trampert                                   |
| Clyde                | Caleel Harris (bis 3.08a) Andre Robinson (3.08b bis 5.26b) Jahzir Bruno (6.01a bis 6.15b) Jaeden White (ab 6.19a)                                                                                 | Lotta Doll (bis 4.26a) Selina Böttcher (ab 5.01) |
| Ronnie Anne Santiago | Breanna Yde (bis 3.21) Izabella Alvarez (ab 4.01) | Simona Pahl                                      |
| Bobby Santiago       | Carlos Pena Jr. | Johannes Semm                                    |
| Harold McBride       | Wayne Brady | Gerhart Hinze                                    |
| Howard McBride       | Michael McDonald | Martin Lohmann                                   |
| Agnes Johnson        | Susan Blakeslee | Ela Nitzsche                                     |
| Tetherby             | Alan Ruck | Achim Schülke                                    |
| Rektor Huggins       | Stephen Tobolowsky | Bernd Stephan                                    |
| Jason                | Brian Stepanek | Robert Kotulla                                   |
| Kammerjäger          | Fred Tatasciore | Jürgen Holdorf                                   |
| Flip                 | John DiMaggio | Jürgen Holdorf                                   |
| Chunk                | John DiMaggio | Walter Wigand                                    |
| Mr. Grouse           | John DiMaggio | Kai Henrik Möller                                |
| Edwin                | John DiMaggio | Achim Buch                                       |
| Liam                 | Lara Jill Miller |                                                  |
| Rusty Spokes         | Wyatt Griswold (bis 4.26a) Owen Rivera-Babbey (5.01 bis 5.14a) Diego Alexander (ab 5.16a) | Tim Kreuer                                       |
| Zach                 | Jessica DiCicco | Laszlo Charisius                                 |
| Mick Swagger         | Jeff Bennett |                                                  |
| Coach Pacowski       | Jeff Bennett | Kai Henrik Möller                                |
| Scoots               | Grey DeLisle | Dagmar Dreke                                     |
| Margo                | Brec Bassinger | Elise Eikermann                                  |
| Paula                | Cree Summer | Jenny Maria Meyer                                |
| Chaz                 | Richard Steven Horvitz | Brian Sommer                                     |
| Stella               | Haley Tju | Franziska Trunte                                 |
| Mollie               | Hannah Nordberg | Patricia Faltin                                  |
| Kotaro               | Phil LaMarr | Oliver Warsitz                                   |
| Sam Sharp            | Jill Talley (2.12b) Alyson Stoner (ab 3.24b) | Liza Ohm                                         |
| Benny                | Jessica DiCicco (2.12b) Sean Giambrone (ab 3.25a) | Leander Elias                                    |
| Mrs. Bernardo        | Grey DeLisle | Gabriele Libbach                                 |
| Mr. Bolhofner        | James Arnold Taylor |                                                  |
| Maria Santiago       | Sumalee Montano | Tina Eschmann                                    |
| Rosa Casagrande      | Sonia Manzano | Isabella Grothe                                  |
| Hector Casagrande    | Ruben Garfias | Erik Schäffler                                   |
| Carlos Casagrande    | Carlos Alazraqui | Jens Wendland                                    |
| Frida Casagrande     | Roxana Ortega | Katrin Decker                                    |
| Carlota Casagrande   | Alexa Vega | Nina Witt (bis 4.05b)                            |
| CJ Casagrande        | Jared Kozak | Sebastian Urbanski                               |
| Carl Casagrande      | Alex Cazeres | Laszlo Charisius                                 |
| Carlitos Casagrande  | Roxana Ortega | Jenny Maria Meyer                                |
| Sergio               | Carlos Alazraqui | Achim Buch                                       |
| Vito Filliponio      | Carlos Alazraqui | Kai Henrik Möller                                |
| TrauBot              | Jeff Bennett | Christopher Groß                                 |
| Chandler             | Daniel Divenere | Lino Böttcher                                    |
| Tante Ruth           | Grey DeLisle | Katja Brügger                                    |
| Sue                  | Veronica Cartwright | Katja Brügger                                    |
| Albert Pop-Pop       | Fred Willard (bis 4.14b) Christopher Swindle (5.09b) Piotr Michael (ab 5.25b) | Eberhard Haar                                    |
| Myrtle               | Jennifer Coolidge | Ulrike Johannson                                 |
| Seymour              | Rob Paulsen | Holger Mahlich                                   |
| Dr. Feinstein        | Charlie Schlatter | Michael Prelle                                   |
| Polly Pain           | Georgie Kidder | Jenny Maria Meyer                                |
| Tabby                | Pamela Adlon | Nina Witt                                        |
| Giggles              | Amanda McCann | Franciska Friede                                 |
| Hugh                 | Matt Kirshen | Timo Kinzel                                      |
| Jeffrey              | Ian James Corlett | Martin Sabel                                     |
| Siri                 | Jill Talley | Ulla Schiedewitz                                 |
| Bill Buck            | Jeff Bennett | Walter Wigand                                    |
| Rip Hardcore         | Bert Kreischer | Walter Wigand                                    |
| Darcy Helmandollar   | Mariel Sheets | Selina Böttcher                                  |
| Maggie               | Kari Wahlgren |                                                  |
| Bobbie Fletcher      | Karsyn Elledge | Franciska Friede                                 |
| Mrs. Vaporciyan      | Kath Soucie | Isabella Grothe                                  |
| Timothy McCole       | Bill Mumy | Volker Hanisch                                   |
| Fiona                | Alexandra Ryan | Nina Mercedés-Rühl                               |
| Miguel               | Tonatiuh Elizarraraz | Felix Strüven                                    |
| Jackie               | Romi Dames | Nina Witt                                        |
| Mandee               | Ariel Fournier | Jenny Maria Meyer                                |
| Coach Niblick        | Daran Norris | Michael Bideller                                 |

## Ausstrahlung

### Übersicht
| Staffel       | Episodenanzahl | Erstausstrahlung USA | Erstausstrahlung USA | Deutschsprachige Erstausstrahlung | Deutschsprachige Erstausstrahlung |
| Staffel       | Episodenanzahl | Staffelpremiere      | Staffelfinale        | Staffelpremiere                   | Staffelfinale                     |
| ------------- | -------------- | -------------------- | -------------------- | --------------------------------- | --------------------------------- |
| 1             | 26 (52)        | 2. Mai 2016          | 8. November 2016     | 16. Mai 2016                      | 11. November 2016                 |
| 2             | 26 (49)        | 9. November 2016     | 1. Dezember 2017     | 17. Dezember 2016                 | 31. Oktober 2018                  |
| 3             | 26 (48)        | 19. Januar 2018      | 7. März 2019         | 5. November 2018                  | 12. September 2019                |
| 4             | 26 (50)        | 27. Mai 2019         | 23. Juli 2020        | 7. Oktober 2019                   | 20. Oktober 2020                  |
| 5             | 26 (47)        | 11. September 2020   | 4. März 2022         | 12. Dezember 2020                 | 24. Oktober 2022                  |
| 6             | 26 (49)        | 11. März 2022        | 16. Mai 2023         | 27. Juni 2022                     | 30. Mai 2023                      |
| 7             | 20 (38)        | 17. Mai 2023         | 6. Juni 2024         | 2. Oktober 2023                   | 29. August 2024                   |
| 8             | 13 (22)        | 10. Juni 2024        |                      | 28. Oktober 2024                  |                                   |
| Filme         | Filme          | 20. August 2021      | 20. August 2021      | 20. August 2021                   | 20. August 2021                   |
| Filme         | Filme          | 21. Juni 2024        | 21. Juni 2024        | 22. Juni 2024                     | 22. Juni 2024                     |
| Shorts        | 9              | 5. Juni 2014         | 19. Juni 2020        | 6. November 2016                  |                                   |
| Shorts        | 12             | 15. Juni 2020        | 13. Juli 2023        | 22. Dezember 2021                 |                                   |
| Spezialfolgen | Spezialfolgen  | 23. Mai 2020         | 4. September 2023    | 17. Oktober 2020                  |                                   |

Anmerkung
1. ↑  Die erste Zahl steht für die Anzahl der Episoden nach dem Produktionscode und die zweite Zahl für die Anzahl der verschiedenen Geschichten

### Home-Media-Veröffentlichungen
Seit 2017 werden von der Serie Halbstaffel-Veröffentlichungen in den USA veröffentlicht
- Staffel 1.1 erschien am 23. Mai 2017 unter dem Titel „Welcome to the Loud House“ in den USA
- Staffel 1.2 erschien am 22. Mai 2018 unter dem Titel „It Gets Louder“ in den USA
- „A Very Loud Christmas“ erschien am 29. Oktober 2018 in Großbritannien
- Staffel 2.1 erschien am 21. Mai 2019 unter dem Titel „Relative Chaos“ in den USA
- Staffel 2.2 erschien am 19. Mai 2020 unter dem Titel „Absolute Madness“ in den USA
- Staffel 3.1 erschien am 18. Mai 2021 unter dem Titel „Road Tripped“ in den USA
- Staffel 3.2 erschien am 2. November 2021 unter dem Titel „Cooked“ in den USA
- Staffel 4.1 erschien am 17. November 2021 in Frankreich
- Staffel 4.2 erschien am 23. Februar 2022 in Frankreich

## Veröffentlichungsgeschichte
Die Vorlage zur Serie entstammt einem der rund 1000 Konzepte für Trickfilme, die im Jahr 2013 für das Animated Shorts Program von Nickelodeon eingereicht worden waren. Ausgewählte Projekte wurden von Nickelodeon als Pilotfilm produziert und nahmen an einem Wettbewerb teil. Aber nur wenige Ideen schafften es, zu einer neuen Serie weiterentwickelt zu werden. Eine davon war The Loud House von Chris Savino, einem schon bisher erfolgreichen Regisseur von Trickfilmen. Im Jahr 2014 wurden 13 Folgen in Auftrag gegeben. Später wurde die 1. Staffel um weitere 13 Folgen verlängert, was sie auf 26 Folgen bringen sollte. Die Serie wurde am 2. Mai 2016 erstmals gesendet. Bereits im Mai 2016 wurde eine zweite Staffel, die von November 2016 bis Dezember 2017 lief, angekündigt. Im Oktober 2016 folgte die Ankündigung einer 3. Staffel, die im Januar 2018 Premiere feierte und im März 2019 endete. Am 6. März 2018 wurde die Serie um eine 4. Staffel mit 26 Folgen verlängert, die von Mai 2019 bis Juli 2020 ausgestrahlt wurde. Am 7. Mai 2019 wurde die Serie um eine 5. Staffel mit weiteren 26 Folgen verlängert, die von September 2020 bis März 2022 liefen. Am 9. September 2020 wurde eine 6. Staffel bestellt, die erneut 26 Folgen enthält und von März 2022 bis Mai 2023 gezeigt wurde. Eine siebte Staffel mit 20 Folgen wurde am 24. März 2022 angekündigt und wurde von Mai 2023 bis Juni 2024 gesendet. Die achte Staffel startete im Juni 2024.
In Deutschland, Österreich und die Schweiz starteten die Serie bereits zwei Wochen nach der US-Premiere, am 16. Mai 2016 bei Nickelodeon. Seit 1. Juli 2019 ist die Serie ebenfalls im Pay-TV bei Nicktoons zu sehen. Hierbei ist auffällig, dass insbesondere Episoden u. a. mit Clydes Vätern und Sam stets übersprungen werden. Von Mai bis September 2021 wurden Episoden beim österreichischen und schweizerdeutschen Programmfenster Nicknight wiederholt. Im Juli und August 2021 wurden ebenso die Folgen 74 bis 78 sowie 84 bis 104 erstmals bei Super RTL und Toggo plus gezeigt. Im August und September 2022 wurden auch die Folgen 53 bis 73 erstmals auf diesen Sender gesendet. Ab April 2024 war auch die 6. Staffel dort zu sehen. Bei Pluto TV gibt es seit Juli 2022 (jedoch mit mehreren Monaten Unterbrechungen dazwischen) einen eigenen Sender für die Serie, der jedoch hauptsächlich Folgen aus den ersten zwei Staffeln zeigt.

### Chris Savinos Entlassung
Am 17. Oktober 2017 berichtete Cartoon Crew davon, dass Chris Savino, der Erfinder der Serie, aufgrund von sexuellen Vorwürfen entlassen wurde. Laut dem Bericht hätte es schon länger Gerüchte über Savinos Verhalten gegeben. Am 19. Oktober 2017 wurde von Nickelodeon bestätigt, dass Chris Savino entlassen wurde, die Serie trotzdem ohne ihn fortgesetzt wird. Am 23. Oktober entschuldigte sich Chris Savino für seine Taten.

## Filme
Am 28. März 2017 wurde ein Film zur Serie angekündigt, der 2020 erscheinen sollte. Im Januar 2019 wurde berichtet, dass man den Film gecancelt hätte. Ungefähr einen halben Monat später wurde angekündigt, dass ein Film zur Serie auf Netflix erscheinen wird. Am 12. Januar 2021 wurde erneut bestätigt, dass der Film innerhalb des Jahres auf Netflix veröffentlicht wird. Die Handlung des Films konzentriert sich auf die Familie Loud, die nach Schottland reist. Am 20. August 2021 erschien der Film bei Netflix unter dem Titel „Willkommen bei den Louds – Der Film“.
Am 19. Februar 2020 wurde der Film „The Loud House: A Very Loud Christmas!“, welcher eine Realverfilmung der Serie sein soll, angekündigt. Der Film sollte ursprünglich Ende 2020 in den USA ausgestrahlt werden, die Produktion wurde jedoch verschoben. Am 18. März 2021 wurde enthüllt, dass der Dreh im April 2021 beginnen würde. Der Film erschien am 26. November 2021 in den USA bei Paramount+ und lief am selben Tag bei Nickelodeon. Am 17. Dezember 2021 wurde der Film bei Nickelodeon Deutschland erstmals auf Deutsch ausgestrahlt.
Am 21. Juni 2024 wurde der Film „No Time to Spy: A Loud House Movie“ in den USA und Kanada bei Paramount+ veröffentlicht. Einen Tag später erschien der dort auch in Deutschland, Österreich und der Schweiz. Bei Nickelodeon Deutschland erschien der Film am gleichen Tag und bei Nickelodeon Austria und Nickelodeon Schweiz einen Tag später.

## Spin-offs
Am 6. März 2018 wurde das Spin-off „Die Casagrandes“ unter dem Titel „Los Casagrandes“ angekündigt, in welchem es um Ronnie Annes Familie, welche bereits seit der 2. Staffel des Öfteren zu sehen war, gehen wird. Im Januar 2019 wurde bekannt, dass der Titel von „Los Casagrandes“ zu „The Casagrandes“ geändert wurde. Das Spin-off feierte am 14. Oktober 2019 in den USA Premiere. Im deutschen Sprachraum startete die Serie am 30. März 2020. Die Serie endete nach drei Staffeln mit insgesamt 60 Folgen am 30. September 2022 in den USA.
Am 24. März 2022 wurde die Realserie „Willkommen bei den echten Louds“ angekündigt, in der die Schauspieler aus dem Film „Weihnachten bei den Louds“ zum Großteil ihre Rollen weiterhin übernehmen werden. Es wurden 20 Folgen bestellt, die seit 3. November 2022 in den USA bei Nickelodeon zu sehen sind. Am 26. November 2024 endete die Serie nach zwei Staffeln mit insgesamt 40 Folgen in den USA.